# Francisco Martínez de Leiva
Francisco Martínez de Leiva (Burgos, España - Santiago del Estero, Gobernación del Tucumán, 1602) fue un militar español de fines del siglo XVI. Se destacó por haber sido gobernador del Tucumán entre 1600 y 1602.

## Biografía
Nació en la Villa de Leiva, en la ciudad de Burgos, España, y sus padres fueron el capitán Juan Martínez de Leiva y María de Velasco. Era noble y caballero de la Orden de Santiago. Junto a su padre combatió en la Guerra de Arauco en Chile y en uno de esos combates contra los araucanos su progenitor murió.
En diciembre de 1599, el rey Felipe III firmó su nombramiento como gobernador del Tucumán. Partió desde Lisboa el 13 de noviembre de 1600 con rumbo a Río de Janeiro, para luego entrar por Buenos Aires. Transportó con él un fuerte ejército, colonos y provisiones tanto para el Tucumán como para continuar la guerra contra los araucanos en Chile. Luego de un accidentado viaje llegó al Tucumán en mayo de 1601.
Falleció en Santiago del Estero en marzo de 1602, tras nombrar teniente de gobernador del Tucumán a Diego Fernández de Andrada, que asumió el cargo hasta la llegada de Francisco de Barraza y Cárdenas a fines de noviembre, nombrado gobernador interino por el virrey del Perú Luis de Velasco y Castilla. Los restos de Martínez de Leiva fueron sepultados en el cementerio de la ermita de los santos Fabián y Sebastián. En ese mismo cementerio descansaban ya los restos de los conquistadores Miguel de Ardiles, Diego de Villarroel, Julián Sedeño, Blas de Rosales, entre otros.

## Gobierno del Tucumán (1600-1602)
No se han conservado muchos datos de sus actos de gobierno. En 1601, el gobernador Martínez de Leiva dictó un auto por el cual ordenaba la observancia de las disposiciones de su antecesor, Pedro de Mercado de Peñalosa, que prohibían que los indígenas fueran llevados a servir fuera de la provincia.
En abril de 1602 se comunicó a la Real Audiencia de Charcas el fallecimiento del gobernador Francisco Martínez de Leiva, dejando el título al licenciado Diego Fernández de Andrada, teniente de gobernador de la ciudad de Santiago del Estero. También solicitaron municiones para la defensa de las ciudades de Salta y Jujuy en virtud de la conjuración de los índígenas de los valles calchaquíes, lules y otros.